# Amioun
Amioun (arabiska: Amyūn, أميون) är en distriktshuvudort i Libanon. Den ligger i guvernementet Mohafazat Liban-Nord, i den norra delen av landet, 50 kilometer nordost om huvudstaden Beirut. Amioun ligger 343 meter över havet och antalet invånare är 15 000.
Terrängen runt Amioun är varierad. Runt Amioun är det ganska tätbefolkat, med 172 invånare per kvadratkilometer.. Närmaste större samhälle är Tripoli, 15,6 kilometer norr om Amioun. 
Trakten runt Amioun består till största delen av jordbruksmark.